# Disaster manager
Un disaster manager (espressione derivata dalla lingua inglese, in acronimo DI.MA.) è una figura professionale che opera nel campo della protezione civile. Segue la definizione secondo la norma "UNI 11656:2016" : Professionista della protezione civile in possesso delle conoscenze, abilità e competenze nel campo della previsione e della prevenzione dei rischi e della preparazione e della risposta alle emergenze, tali da fornire supporto alle decisioni per la gestione delle attività connesse alla previsione, alla prevenzione, alla gestione e al superamento delle conseguenze derivanti dalle catastrofi naturali o causate dall’uomo, in funzione del grado di complessità dell’evento catastrofico e dell’Organizzazione per la quale presta la sua opera.

## Descrizione generale dei compiti
Compiti e attività specifiche del Disaster Manager secondo la norma "UNI11656:2016":
- L’articolazione e lo sviluppo della professione dipendono in via principale dalla tipologia di Organizzazione [1] per quale il Disaster Manager presta la sua opera e dalla complessità di gestione degli eventi catastrofici.

Il tipo di attività, personale impiegato, risorse economiche e la dimensione territoriale influiscono sulle necessità dell’organizzazione e, quindi, sul ruolo affidato al Disaster Manager.
Pertanto, in relazione ai compiti e alla responsabilità, sono individuati in ordine crescente i seguenti livelli professionali:
- Disaster Manager di I livello;
- Disaster Manager di II livello;
- Disaster Manager di III livello.

I compiti afferiscono alla seguenti aree:
- previsione dei rischi
- prevenzione dei rischi
- preparazione all’emergenza
- superamento dell’emergenza
- valutazione post emergenza